# Толстой, Виктор Михайлович
Граф Ви́ктор Миха́йлович Толсто́й (1881, Санкт-Петербург, Российская империя — 23 апреля 1944, Соколовка, Зуевский район, Кировская область, СССР) — владелец усадьбы Покровское (ныне п. Сазоново Чагодощенского района Вологодской области).
Дальний родственник писателя графа Льва Николаевича Толстого .

## Биография
Родился в 1881 году Санкт-Петербурге. В юности проходил службу в кадетском корпусе. Был причислен к лейб-гвардии Гусарского Его Императорского Величества полка. В чине поручика вышел в отставку. 

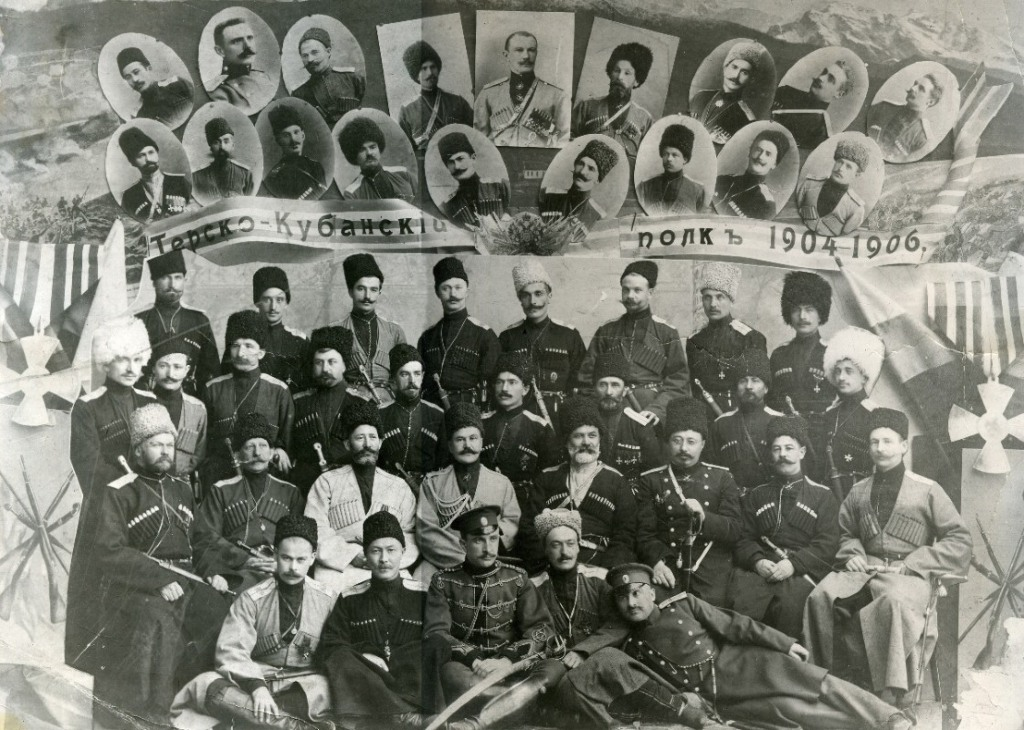
Терско-Кубанский конный полк. Толстой Виктор Михайлович, во втором ряду сверху первый слева (в белой папахе)

Унаследовал усадьбу Покровское в Вологодской губернии, где в 1910 году построил усадебный дом, окруженный парком. Дорога, идущая от усадьбы, была обсажена елями и для контраста березами. На средства графа ремонтировалась Покровская церковь, расширенная в конце XIX века. Он же вместе с местной интеллигенцией отстроил село Белые Кресты после страшного опустошительного пожара 1910 года, когда от села осталась лишь церковь и дома церковного причта .
Был членом Московского общества сельского хозяйства, где закончил Высшую сельскохозяйственную школу по специальности «Зоотехния» .
В 1938 году уехал в посёлок Соколовка Зуевского района Кировской области, где скончался 23 апреля 1944 года.

## Семья
Отец Виктора Михайловича – граф Михаил Павлович Толстой. Мать – Ольга Александровна Васильчикова (14 август 1857 – 11 май 1934) .
Оригинален Толстой был во всем. Даже женился он не по-графски, взяв в жены свою работницу-экономку. Была экономкой и вдруг стала графиней! Это была простая, замечательная женщина. Все любили Марию Алексеевну, у нее от графа родилась дочь Катя. Она училась у меня в 3 и 4 классах. В этой девочке не было ничего высокомерного и графского
— Торшевский Федор Иванович, Дневник. С. 20 (хранится в частных руках)